# ALMOST HUMAN/オールモスト・ヒューマン
『Almost human』（オールモスト・ヒューマン、原題：Almost human ）は、アメリカ合衆国の1話完結型のSF犯罪ドラマ。2048年を舞台にアンドロイドと人間の刑事コンビが凶悪事件を解決していく作品で、シーズン1で打ち切られた。日本でも2014年にAXNで放送、関西地方では2017年1月5日から3月30日の木曜日深夜にカンテレでも放送された。

## 登場人物

### メインキャラクター
ジョン・ケネックス (John Kennex) 刑事
演 - カール・アーバン、日本語吹替 - 宮内敦士
犯罪組織の一斉検挙に乗り出すも返り討ちに遭い、片足と当時の相棒を失う。17か月の昏睡状態の後、上司のマルドナドから促され職場復帰。
ドリアン（DRN-0167）(Dorian)
演 - マイケル・イーリー、日本語吹替 - 川島得愛
高性能だが激しい情動反応を数度にわたって起こし、「人間に近すぎる」という理由で製造中止になり、廃棄処分寸前だった旧型モデルのアンドロイド。署内に配置されている新型（MX-43）と違い、感情を持つ。
ヴァレリー・スタール(Valerie Stahl) 刑事
演 - ミンカ・ケリー、日本語吹替 - 松井茜
ジョンの同僚。ジョンに好意的でジョンも彼女を良く思っているが、同僚以上の関係にはなかなか発展しない。
ルディ・ロム(Rudy Lom)
演 - マッケンジー・クルック、日本語吹替 - 安原義人
警察署内の技術者でアンドロイドのメンテナンスを担当している。第4話で初の潜入捜査を経験している。
リチャード・ポール(Richard Paul) 刑事
演 - マイケル・アービー、日本語吹替 - 谷昌樹
ジョンの同僚。昏睡期間の長かったジョンや旧式のドリアンを快く思っていない皮肉屋。仕事はある程度そつなくこなすが時々ヘマをやらかす。
サンドラ・マルドナド(Sandra Maldonado) 警部
演 - リリ・テイラー、日本語吹替 - 藤貴子
ジョンの上司。ドリアンの配属を決定した。